# Boris Marian (disident)
Boris Marian (în rusă Борис Тихонович Мариан; n. 27 septembrie 1934, Crasnogorca, raionul Grigoriopol, RSS Ucraineană, URSS) este un poet, scenarist, translator și jurnalist moldovean, precum și fost disident în Uniunea Sovietică. El scrie în principal în rusă și e membru al Uniunii Scriitorilor din Moldova, al Uniunii Naționale a Scriitorilor din Ucraina și al Uniunii Scriitorilor din Rusia.

## Biografie
Boris Marian s-a născut pe 27 septembrie 1934 în Crasnogorca, Stînga Nistrului, pe atunci în RASS Moldovenească. Tatăl său, Tihon Marian, era anticomunist și a fost arestat de mai multe ori de autoritățile sovietice.

### Activitățile anticomuniste și arestarea
Boris Marian a urmat studii pre-universitare numai în limba rusă, cu excepția a 2 clase în română în perioada în care Transnistria a fost administrată de România. După absolvirea liceului, Boris Marian a intrat la Facultatea de Jurnalism a Universității din Kiev. În al patrulea an de studiu, în 1956, pe fondul evenimentelor revoluționare din Ungaria, el a fost autorul unui "program pentru renașterea democratică a Uniunii". Principalele revendicări erau următoarele:
1. Eliminarea privilegiilor membrilor PCUS.
2. Reducerea birocrației.
3. Reorganizarea Comsomolului.
4. Creșterea suveranității republicilor unionale.
5. Împroprietărirea țăranilor cu terenuri între 1-3 hectare.
6. Fabricile să fie controlate de către sovietele alese de muncitori.
7. Reducerea taxelor muncitorilor și intelectualilor cu un sfert, iar ale sătenilor la jumătate.
8. Să se permită organizarea de proteste.
9. Scurtarea stagiului militar obligatoriu.
10. Independența justiției.
11. Sistemul legislativ să fie cu jurați.
12. Publicarea dovezilor despre ororile stalinismului.
13. Eliminarea cenzurii.
14. Libertatea presei și dreptul acesteia de a critica guvernul.
15. Permiterea tuturor ideologiilor și conceptelor, cu excepția celor ultranaționaliste și naziste.
16. Acces la literatură și reviste străine.
17. Pe plan extern, URSS să promoveze pacea.
18. Dreptul de a organiza greve.
19. Circulația liberă internațională.
20. Autonomie universitară.
21. Bursele oferite studenților să permită un trai decent al acestora.

Boris Marian a arătat documentul mai multor colegi, iar unul l-a raportat conducerii universității. Audiat de conducere, lui Marian i-a fost solicitat să prezinte documentul. El l-a așezat pe masă și a zis că urmează să-l trimită Comitetului Central al PCUS. Prim-secretarul Partidului Comunist din Ucraina, Oleksei Kiricenko, după ce a citit programul, a ordonat KGB-ului să se ocupe de Marian. Astfel, pe 4 ianuarie 1957 a fost exmatriculat, iar ulterior a fost arestat, sub acuzațiile de activități contrarevoluționare și antisocialiste, deși materiile sale nu instigau în mod explicit la revolte anticomuniste, ci la o reformare a sistemului comunist. La 25 aprilie 1957, a fost condamnat la 5 ani de închisoare într-o colonie penală de muncă forțată, în RASS Mordovia. În timpul arestului a participat la o grevă și a legat relații de prietenie cu deținuții ucraineni. A fost eliberat în 1962.

### Viața de după eliberare

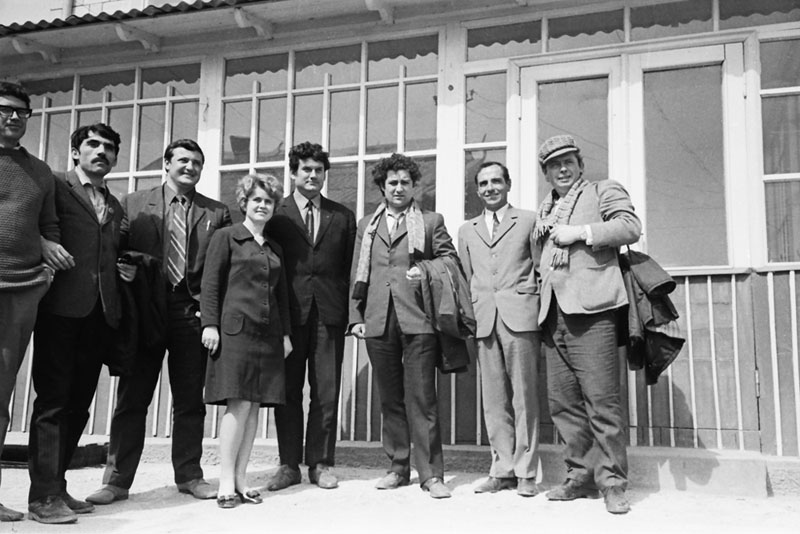
Boris Marian (al doilea de la stânga) în 1972

După eliberare, Boris Marian a studiat la Institutul Literar Maxim Gorki și a fost angajat la revista Cultura Moldovei. El a declarat ulterior că a fost ajutat de Petrea Cruceniuc și Andrei Lupan să fie angajat. A mai lucrat ca scenarist la Moldova-Film și a publicat mai multe cărți de poezii. În 1990 a fost reabilitat. S-a implicat în mișcarea de independență a Moldovei de URSS, apoi a lucrat ca jurnalist la Moldova Suverană până în 2009.

### Opinii și viziuni politice
Boris Marian este critic al intelectualității pro-românești din Republica Moldova. El l-a criticat în 2011 pe primarul din Chișinău Dorin Chirtoacă și guvernarea pro-europeană de atunci, declarând că "e mai rău decât pe vremea românilor - măcar ei nu pretindeau că sunt democrați". Deși a declarat că admiră cultura românească și a tradus în rusă opere din Mihai Eminescu, Vasile Alecsandri sau George Coșbuc, Boris Marian e împotriva unirii Moldovei cu România și consideră că Moldova trebuie să fie un stat independent și multinațional.
Boris Marian a intrat în conflict de mai multe ori cu conducerea Uniunii Scriitorilor din Moldova, în special cu Nicolae Dabija (pe care l-a catalogat drept rusofob), din cauza pozițiilor lor pro-românești. El îi acuză pe aceștia de ipocrizie, susținând că, în perioada sovietică, în timp ce el era închis la GULAG, ei erau aserviți regimului sovietic. Marian mai consideră că anexarea țaristă a Basarabiei din 1812 a salvat de fapt poporul moldovean de sub otomani.
Într-un articol pe site-ul Ava.md, Boris Marian susținea că, deși limba moldovenească și limba română sunt una și aceeași, el preferă să folosească termenul de limba moldovenească pentru a ilustra independența Moldovei, pe care și-a câștigat-o în 1991, și că ar vrea ca disciplina istoria românilor să fie înlocuită cu istoria Moldovei. El a mai precizat că relațiile româno-moldovenești pot fi similare cu cele austro-germane, spaniolo-mexicane sau americano-canadiene, însă acestea nu pot să fie constructive cât timp România "dorește să facă Anschluss".
Boris Marian a susținut referendumul din Găgăuzia din 2014. El a scris că trebuie oprit procesul de aderare al Moldovei la Uniunea Europeană, pe o consideră o "nouă Uniune Sovietică", dar și românizarea Moldovei, pentru a nu se produce un "maidan moldovenesc".
După Euromaidan și Revoluția ucraineană din 2014, cărora li s-a opus, Boris Marian nu a mai vizitat Ucraina. Într-un interviu pentru site-ul rusesc Liternaturnaia Gazeta din 2024, cu ocazia aniversării de 90 de ani, el a motivat acest fapt deoarece relațiile sale cu scriitorii ucraineni s-au răcit.

## Decorații
Boris Marian a fost decorat de statul maghiar în 1996 și 2006 cu "Ordinul Revoluției Maghiare". În 2000 a primit Ordinul „Gloria Muncii” (Republica Moldova), iar, în 2006, Ordinul Republicii (Republica Moldova). 